# Media Composer
Media Composer - відеоредактор нелінійного редагування (NLE). Один з основних продуктів компанії Avid Technology. Вперше вийшов 1989 року для роботи на Macintosh II як система офлайн-редагування. З того часу функціональні можливості програми зросли, зробивши можливим редагування кіноплівкових матеріалів, а також роботу з нестиснутими файлами стандартної (SD) і високої роздільної здатності (HD). З початку 90-х, Media Composer був лідером серед систем нелінійного редагування в галузях теле- та кіноіндустрії. Avid Newscutter, орієнтований на роботу з випусками новин, Avid Symphony, орієнтований на фінальний монтаж і кольорокорекцію, теж є продуктами Avid з подібним до Media Composer інтерфейсом та сумісністю, як і Avid Xpress Pro (виробництво якого припинено 2008 року) та його попередник Avid Xpress DV.
Наразі існує єдина версія Media Composer, яка може використовуватись як ПЗ або з використанням додаткового обладнання, яке забезпечує додаткову обробку та інтерфейси входу і виходу сигналів. Система працює на операційних системах Mac OS та Windows.